# السباق الثلاثي في الألعاب الأولمبية الصيفية 2016
عقدت منافسات السباق الثلاثي ضمن دورة الألعاب الأولمبية الصيفية 2016 في ريو دي جانيرو من 18 إلى 20 أغسطس 2016 في فورت كوباكابانا . نافس حوالي خمسة وخمسين رياضي في كل من منافسات الرجال والنساء.